# Landgericht Berlin II (Preußen)
Das Landgericht Berlin II war ein preußisches Gericht der ordentlichen Gerichtsbarkeit im Bezirk des Kammergerichtes mit Sitz in Berlin.

## Geschichte
Das königlich preußische Landgericht Berlin II wurde bei der Einführung des Gerichtsverfassungsgesetzes mit Wirkung zum 1. Oktober 1879 als eines von neun Landgerichten im Bezirk des Kammergerichtes gebildet. Vorher bestanden in der Provinz Brandenburg die beiden Appellationsgerichte Frankfurt a. d. Oder und das Kammergericht in Berlin. Der Sitz des Gerichtes war Berlin. Das Landgericht II war danach für den Stadtkreis Charlottenburg, den Landkreis Teltow (außer den Teilen, die dem Landgericht Potsdam zugeordnet waren), den Landkreis Niederbarnim sowie den größten Teil des Kreises Osthavelland und große Teile des Landkreises Oberbarnim zuständig. Ihm waren folgende 14 Amtsgerichte zugeordnet:
| Amtsgericht                     | Sitz                | Bezirk |
| ------------------------------- | ------------------- | --- |
| Amtsgericht Altlandsberg        | Altlandsberg        | - aus dem Landkreis Niederbarnim den Stadtbezirk Alt-Landsberg, die Amtsbezirke Alt-Landsberg, Blumberg, Fredersdorf, Herzfelde, Löhme, Neuenhagen, Rehfelde, Rüdersdorf, Rüdersdorfer Forst und Basdorf, den Amtsbezirk Arensfelde ohne den Gemeindebezirk Arensfelde sowie den Amtsbezirk Dahlwitz ohne den Gemeindebezirk und Gutsbezirk Schöneiche - aus dem Landkreis Oberbarnim den Stadtbezirk Werneuchen, den Amtsbezirk Buchholz sowie die Gemeindebezirke Weesow und Wilmersdorf aus dem Amtsbezirk Beiersdorf |
| Amtsgericht Berlin II           | Berlin              | Landkreis Niederbarnim ohne die Teile die den Amtsgerichten Altlandsberg, Bernau, Köpenick, Liebenwalde und Oranienburg zugeordnet waren und Landkreis Teltow ohne die Teile die den Amtsgerichten Charlottenburg, Köpenick, Königs Wusterhausen, Mittenwalde, Rixdorf, Zossen, Buchholz, Luckenwalde und Potsdam zugeordnet waren |
| Amtsgericht Bernau              | Bernau bei Berlin   | aus dem Landkreis Niederbarnim den Stadtbezirk Bernau und die Amtsbezirke Börnicke, Buch und Lanke |
| Amtsgericht Charlottenburg      | Charlottenburg      | Stadtkreis Charlottenburg und den Amtsbezirk Spandauer Forst ohne den Gutsbezirk Dahlem |
| Amtsgericht Köpenick            | Köpenick            | - aus dem Landkreis Beeskow-Storkow die Gemeindebezirke Gosen, Neu Zittau und Wernsdorf sowie den Gutsbezirk Gosen aus dem Amtsbezirk Neu-Zittau - aus dem Kreis Niederbarnim die Amtsbezirke Köpenicker Forst, Friedrichshagen und Ober-Schönheide sowie den Gemeindebezirk und Gutsbezirk Schöneiche aus dem Amtsbezirk Dahlwitz - aus dem Kreis Teltow den Stadtbezirk Köpenick, die Amtsbezirke Alt-Glienicke, Köpenicker Forst, Kietz bei Köpenick, den Gemeindebezirk und Gutsbezirk Johannisthal aus dem Amtsbezirk Rudow sowie die Gemeindebezirke Bohnsdorf, Schmöckwitz und Schmöckwitzwerder aus dem Amtsbezirk Waltersdorf                                                                   |
| Amtsgericht Königs Wusterhausen | Königs Wusterhausen | - aus dem Landkreis Beeskow-Storkow den Gemeindebezirk Nieder-Löhme aus dem Amtsbezirk Neu Zittau - aus dem Landkreis Teltow den Stadtbezirk Königs-Wusterhausen, die Amtsbezirke Gräbendorf und Königswusterhausen, den Amtsbezirk Deutsch-Wusterhausen ohne den Gemeindebezirk Ragow, dem Amtsbezirk Waltersdorf ohne den Teil, der dem Amtsgericht Köpenick zugeordnet war, die Gemeindebezirke Groß Köris und Schwerin und den Guts(forst)bezirk Mochheide aus dem Amtsbezirk Groß Köris, die Gemeindebezirke Groß Besten, Klein Besten und Zeesen und die Gutsbezirke Zeesen (Forstrevier) und Raue-Ring aus dem Amtsbezirk Klein Besten sowie der Gutsbezirk Diepensee aus dem Amtsbezirk Selchow. |
| Amtsgericht Liebenwalde         | Liebenwalde         | aus dem Landkreis Niederbarnim den Stadtbezirk Liebenwalde, den Amtsbezirken Grafenbrück, Groß Schönebeck, Groß-Schönebecker Forst, Hammer, Pechteich und Zerpenschleuse, den Amtsbezirk Liebenwalder Forst ohne den Gemeindebezirk Bernöwe-Wittenberge sowie den Gemeindebezirk Neuholland aus dem Amtsbezirk Freienhagen |
| Amtsgericht Mittenwalde         | Mittenwalde         | aus dem Landkreis Teltow die Stadtbezirke Mittenwalde und Teupitz, den Amtsbezirken Groß Kienitz und Töpchin, den Gemeindebezirk Ragow aus dem Amtsbezirk Deutsch-Wusterhausen, den Gutsbezirk Schloss Teupitz und die Gemeindebezirke Egsdorf, Kleine Mühle, Hohe Mühle, Mittel-Mühle, Neuendorf bei Teupitz, Sputendorf und Tornow aus dem Amtsbezirk Groß Köris, sowie den Gemeindebezirken Gallun und Krummensee und den Gutsbezirk Gallun aus dem Amtsbezirk Klein Besten |
| Amtsgericht Nauen               | Nauen               | - aus dem Kreis Osthavelland den Stadtbezirk Nauen, die Amtsbezirke Bredow, Buchow-Karpzow, Krämerpfuhl und Perwenitz, den Amtsbezirk Dyrotz ohne den Gemeindebezirk Ragow, den Gemeindebezirk und Gutsbezirk Kartzow aus dem Amtsbezirk Kartzow, den Gemeindebezirk und Gutsbezirk Hertefeld und den Gutsbezirk Kienberg aus dem Amtsbezirk Königshorst sowie den Gemeindebezirk Börnicke aus dem Amtsbezirk Staffelde - aus dem Kreis Westhavelland die Amtsbezirke Berge, Groß Behnitz und Tremmen |
| Amtsgericht Oranienburg         | Oranienburg         | - aus dem Kreis Niederbarnim den Stadtbezirk Oranienburg, die Amtsbezirke Birkenwerder, Mühlenbeck Forst, Neuholland Forst, Oranienburg Forst, Sachsenhausen, Schönfließ, Wandlitz und Zehlendorf, den Amtsbezirk Freienhagen ohne den Gemeindebezirk Neuholland, den Amtsbezirk Schönerlinde ohne den Gemeindebezirk Schönerlinde und den Gemeindebezirk Bernöwe-Wittenberge aus dem Amtsbezirk Liebenwalder Forst - aus dem Kreis Osthavelland den Guts(forst)bezirk Pinnow aus dem Amtsbezirk Hennigsdorf und den Gutsbezirk Pinnow aus dem Amtsbezirk Velten |
| Amtsgericht Rixdorf             | Rixdorf             | aus dem Landkreis Teltow den Amtsbezirk Rixdorf |
| Amtsgericht Spandau             | Spandau             | Landkreis Osthavelland außer den Teilen, die den Amtsgerichten Cremmen, Fehrbellin, Nauen, Oranienburg und Potsdam zugeordnet waren |
| Amtsgericht Strausberg          | Strausberg          | aus dem Landkreis Oberbarnim den Stadtbezirk Strausberg, den Amtsbezirken Garzau und Prötzel, den Amtsbezirk Hirschfelde ohne den Gutsbezirk Werftpfuhl sowie den Gemeindebezirk und Gutsbezirk Bollersdorf aus dem Amtsbezirk Ihlow |
| Amtsgericht Zossen              | Zossen              | aus dem Kreis Teltow den Stadtbezirk Zossen, die Amtsbezirke Cummersdorfer Forst, Glienicke, Jachzenbrück und Sperenberg sowie den Amtsbezirk Groß Schulzendorf ohne den Gemeindebezirk und Gutsbezirk Jühnsdorf |

Der Landgerichtsbezirk hatte 1888 zusammen 320.931 Einwohner. Am Gericht waren ein Präsident, vier Direktoren und dreizehn Richter tätig.
1888 wurde das Amtsgericht Trebbin neu gebildet.
1899 erfolgte die Aufteilung in Landgericht I (für den Bezirk des Amtsgerichtes Mitte), Landgericht II (südliches Umland) und Landgericht Berlin III (übriges Umland). Damit bestanden beim Landgericht Berlin II folgende 9 Amtsgerichte:
| Amtsgericht                     | Sitz                | Herkunft                                                                                     |
| ------------------------------- | ------------------- | -------------------------------------------------------------------------------------------- |
| Amtsgericht Berlin-Schöneberg   | Berlin-Schöneberg   | Neu errichtet                                                                                |
| Amtsgericht Berlin-Tempelhof    | Berlin-Tempelhof    | Entstand durch Umbenennung des Amtsgerichtes Berlin II im Bezirk des Landgerichtes Berlin II |
| Amtsgericht Cöpenick            | Köpenick            | Landgericht Berlin II                                                                        |
| Amtsgericht Groß-Lichterfelde   | Berlin-Lichterfelde | Neu errichtet                                                                                |
| Amtsgericht Königs-Wusterhausen | Königs Wusterhausen | Landgericht Berlin II                                                                        |
| Amtsgericht Mittenwalde         | Mittenwalde         | Landgericht Berlin II                                                                        |
| Amtsgericht Rixdorf             | Rixdorf             | Landgericht Berlin II                                                                        |
| Amtsgericht Trebbin             | Trebbin             | Landgericht Berlin II                                                                        |
| Amtsgericht Zossen              | Zossen              | Landgericht Berlin II                                                                        |

Gleichzeitig erfolgte ein neuer Zuschnitt der Amtsgerichtsbezirke.
1920 wurden die Landgerichte II und III aufgrund der Zusammenfassung verschiedener Gemeinden zu Groß-Berlin (flächenmäßig etwa dem heutigen Stadtstaat entsprechend) für weitere Teile der Stadt zuständig.
Nach der NS-Machtübernahme legte der kommissarische preußische Justizminister Hanns Kerrl im Juli 1933 die drei Landgerichte zum einheitlichen Landgericht Berlin zusammen.